# Centruroides suffusus
Espèce
Synonymes
- Centruroides vittatus suffusus Pocock, 1902

Centruroides suffusus est une espèce de scorpions de la famille des Buthidae.

## Distribution
Cette espèce est endémique du Durango au Mexique.

## Description
Le mâle holotype mesure 62 mm et la femelle paratype 46 mm.

## Systématique et taxinomie
Cette espèce a été décrite sous le protonyme Centruroides vittatus suffusus par Pocock en 1902. Elle est élevée au rang d'espèce par Ewing en 1928.

## Publication originale
- Pocock, 1902 : « Arachnida. Scorpiones, Pedipalpi, and Solifugae. » Biologia Centrali-Americana, vol. 9, p. 1-71 (texte intégral).